# Cyperus redolens
Cyperus redolens är en halvgräsart som beskrevs av Paul Jean Baptiste Maury och Marc Micheli. Cyperus redolens ingår i släktet papyrusar, och familjen halvgräs. Inga underarter finns listade i Catalogue of Life.